# 塞克利亞區
塞克利亞區（西班牙語：Distrito de Seclla），是秘魯的一個區，位於該國中南部萬卡韋利卡大區的安拉賴斯省，始建於1955年4月15日，面積167.99平方公里，海拔高度3,340米，2005年人口3,210，人口密度每平方公里19人。